# مايكل تالبوت (مؤلف)
مايكل تالبوت (بالإنجليزية: Michael Talbot)‏ (29 سبتمبر 1953، غراند رابيدز في الولايات المتحدة - 27 مايو 1992، لندن في المملكة المتحدة)؛ كاتب وروائي أمريكي. درس في جامعة ولاية ميشيغان.